# Wallows
Wallows är en sjö i Antarktis. Den ligger i Sydorkneyöarna. Argentina och Storbritannien gör anspråk på området. Wallows ligger 17 meter över havet. Den ligger på ön Signy.
I övrigt finns följande vid Wallows:
- Heywood Lake (en sjö)
- Three Lakes Valley (en dal)